# Grandlup-et-Fay
Grandlup-et-Fay  es una comuna francesa situada en el departamento de Aisne, de la región de Alta Francia.

## Geografía
Está ubicada a 13 al noreste de Laon.

## Demografía
| 350 | 379 | 348 | 309 | 329 | 325 | 322 | 307 |
| Para los censos de 1962 a 1999 la población legal corresponde a la población sin duplicidades (Fuente: INSEE [Consultar]) |     |     |     |     |     |     |     |